# Giampiero Gloder
Giampiero Gloder (* 15. května 1958 Asiago) je italský římskokatolický duchovní, arcibiskup a diplomat.

## Život
Narodil se 15. května 1958 v Asiagu.
Vstoupil do kněžského semináře v Padově. Dne 4. června 1983 byl arcibiskupem Filippem Franceschim vysvěcen na kněze. Následně odešel do Říma, kde na Papežské univerzitě svatého Tomáše Akvinského získal licenciát z kanonického práva a Papežské univerzitě Gregoriana doktorát z dogmatické teologie. Navštěvoval také Papežskou církevní akademii.
Dne 1. července 1992 vstoupil do diplomatických služeb Svatého stolce. Působil na apoštolské nunciatuře v Guatemale a roku 1995 odešel do sekce pro všeobecné záležitosti Státního sekretariátu. Dne 23. září 2003 mu byl udělen titul Prelát Jeho Svatosti. V letech 2005–2013 byl vedoucím kanceláře pro mimořádné záležitosti.
Dne 21. září 2013 jej papež František jmenoval titulárním arcibiskupem z Telde a prezidentem Papežské církevní akademie. Biskupské svěcení přijal 24. října z rukou papeže a spolusvětiteli byli arcibiskup Jean-Pierre Grallet a arcibiskup Antonio Mattiazzo. Dne 20. prosince 2014 mu byla přidána funkce vicekomořího Apoštolské Komory.
Dne 11. října 2019 byl ustanoven apoštolským nunciem na Kubě. Od 23. února 2024 je nunciem v Rumunsku a Moldavsku.